# Livio Benedetti
 (juillet 2015).
Si vous disposez d'ouvrages ou d'articles de référence ou si vous connaissez des sites web de qualité traitant du thème abordé ici, merci de compléter l'article en donnant les références utiles à sa vérifiabilité et en les liant à la section « Notes et références ».
Pour les articles homonymes, voir Benedetti.
Livio Benedetti est un sculpteur français né le 2 octobre 1946 à Vérone et mort le 5 octobre 2013 à Challes-les-Eaux. Il est inhumé au cimetière de Myans. Il vivait à Apremont avec son chien Giba, au milieu de ses montagnes et de ses œuvres.

## Biographie
Fils d'un artisan maçon, sa famille s'est installée à Myans  en Savoie en 1949. Après une scolarité à l'école primaire de Myans, il apprend le métier de maçon dans un lycée technique pour devenir conducteur de travaux. En 1968, il a la révélation de la sculpture pendant son service militaire dans le Génie, à Charleville-Mézières. Robert Darnas, le sculpteur responsable de la Basilique Notre-Dame de Fourvière, l'encourage à poursuivre dans cette voie. Livio Benedetti s’insatlle alors à son compte à Chambéry, en 1975.
En 1981, il rencontre Hugo Pratt à La Plagne, qui lui sera guide et ami. Ses œuvres sont visibles dans plusieurs Galeries, dont la Galerie Harmattan (à Megève), et à Londres. Il réalise de nombreuses sculptures pour le campus de Savoie Technolac, au Bourget-du-Lac. En 2011, la ville d’Aix-les-Bains acquiert l’une de ses œuvres, la Dame à la musique, qui est aujourd’hui visible sur un rond-point de la ville, à proximité des anciens thermes.
Du 26 avril au 2 juin 2013, la Fondation Pierre Dumas, le Conseil Général de Savoie et l'Académie de Savoie ont organisé une exposition de ses œuvres dans le château des Ducs de Savoie.
En 2017 un christ monumental en inox de 9 m est installé à Arbin (Savoie). Conçue par Livio Benedetti, cette œuvre fait polémique .

## Réalisations
Liste non exhaustive

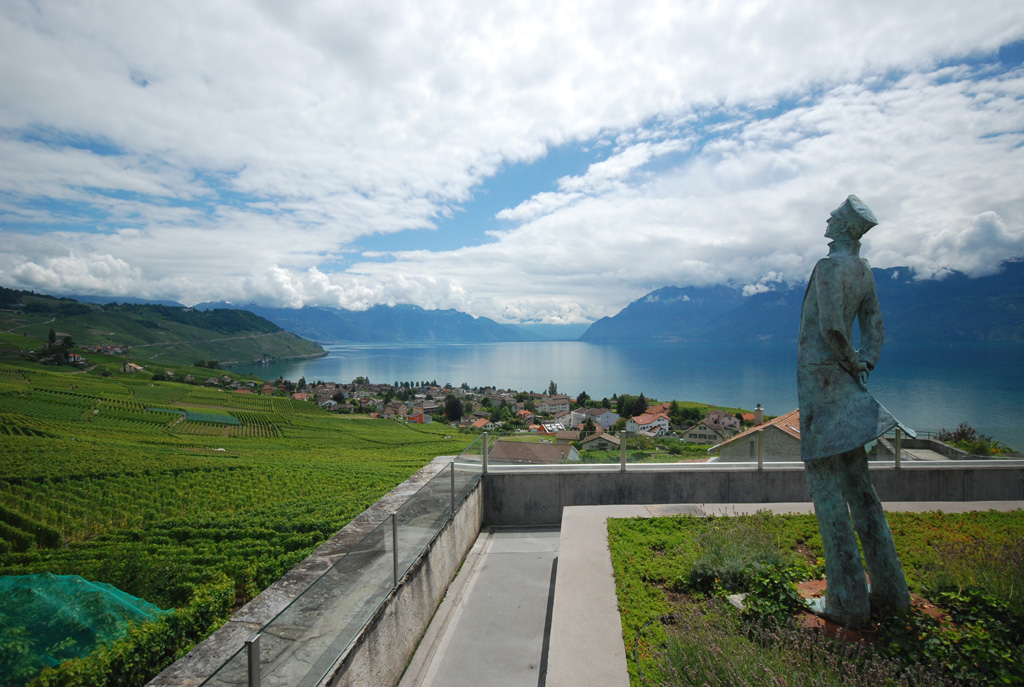
La sculpture de Corto Maltese à Grandvaux

- Sculpture pour le collège de Novalaise.
- Statue de La Dame du Lac à Tignes[2].
- Restauration en 2001, après le bombardement de 1944, de la Fontaine des Colimaçons de Mars Vallett, située au Parc du Verney (à Chambéry).
- Une statue en bronze de Corto Maltese (2,50 m, 300 kg) réalisée avec son fils, Luc Benedetti, a été inaugurée le 4 juillet 2008 à Angoulême, sur la passerelle Magélis, reliant le CIBDI (Cité internationale de la bande dessinée) aux écoles de l'image de la Chais.
- 2006 : une commission d'un aigle monumental en bronze (1,80 m, 450 kg) pour le chalet Nid d'Aigles à Val-d'Isère.
- 2007 : statue de Pierre Dumas à l'entrée du tunnel du Fréjus.
- 2008 : commission d'un ours noir en bronze pour l'hôtel 5 étoiles « Les Barmes de l'Ours » à Val-d'Isère.